# رایان نلسن
رایان نلسن (انگلیسی: Ryan Nelsen؛ زادهٔ ۱۸ اکتبر ۱۹۷۷) یک بازیکن فوتبال اهل نیوزیلند است.
وی همچنین در تیم ملی فوتبال نیوزیلند بازی کرده‌است.